# Powstanie warszawskie w dyplomacji
Powstanie warszawskie w dyplomacji – ogół działań na niwie politycznej i dyplomatycznej, prowadzonych w ramach koalicji antyhitlerowskiej w sierpniu i wrześniu 1944 roku, związanych z kwestią udzielenia pomocy powstaniu warszawskiemu.
Wkrótce po wybuchu powstania Armia Czerwona z przyczyn politycznych wstrzymała ofensywę na kierunku warszawskim. Stalin nie uległ wielokrotnym apelom o udzielenie pomocy powstaniu, kierowanym do niego przez aliantów i Rząd RP na uchodźstwie, a także sabotował działania podejmowane w tym zakresie przez mocarstwa anglosaskie. Z kolei wsparcie udzielone powstańcom przez USA i Wielką Brytanię miało ograniczony charakter i nie wpłynęło w sposób istotny na sytuację w Warszawie. Pozbawione efektywnej pomocy z zewnątrz oddziały Armii Krajowej były zmuszone kapitulować przed Niemcami (3 października 1944). Spory wokół kwestii pomocy dla powstania, które rozgorzały wewnątrz „wielkiej trójki”, niektórzy historycy są skłonni uznawać za prawdziwy początek „zimnej wojny”.

## Sytuacja Polski na arenie międzynarodowej u progu powstania warszawskiego

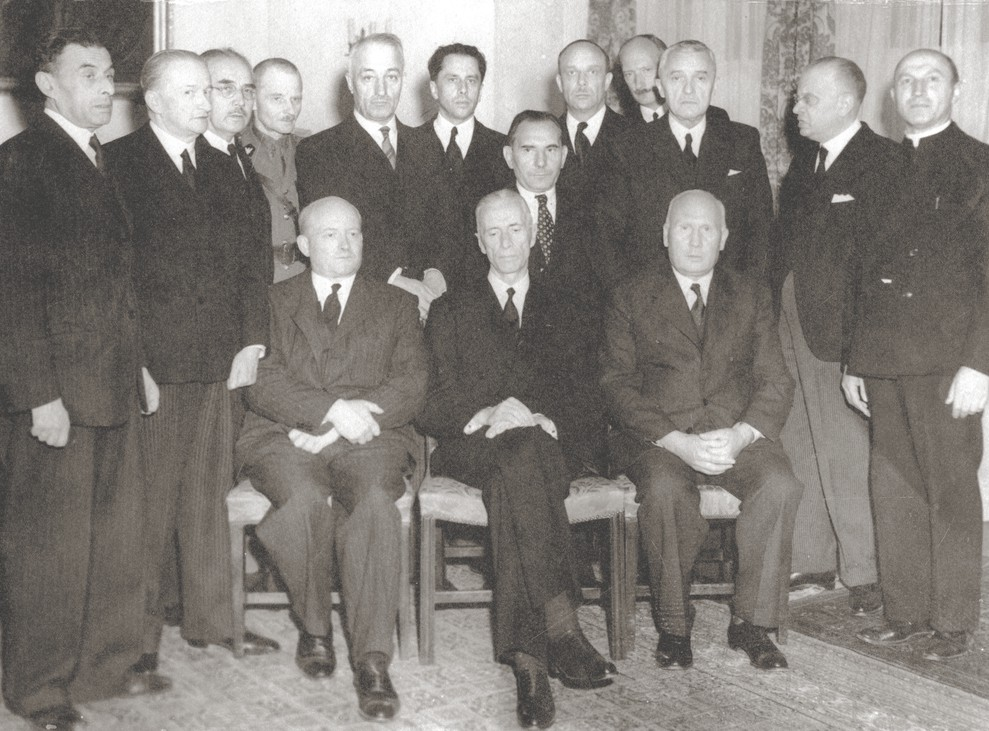
Rząd Stanisława Mikołajczyka

W momencie wybuchu powstania warszawskiego sytuacja Polski na arenie międzynarodowej była zdecydowanie niekorzystna. Od momentu rozpoczęcia wojny niemiecko-sowieckiej (22 czerwca 1941) systematycznie słabła bowiem pozycja Polski w ramach koalicji antyhitlerowskiej. Związek Radziecki, którego armie wiązały na froncie wschodnim większość dywizji niemieckiego Wehrmachtu, urósł do rangi najważniejszego sojusznika mocarstw zachodnich. Pozycja Polski osłabła jeszcze bardziej, gdy Stalin wykorzystał sprawę odkrycia grobów katyńskich jako pretekst do zerwania stosunków dyplomatycznych z rządem RP na uchodźstwie. Tymczasem już jesienią 1943 roku stało się jasne, że Polska nie zostanie wyzwolona spod okupacji niemieckiej przez wojska aliantów zachodnich, lecz przez Armię Czerwoną. W tej sytuacji kolejne agresywne posunięcia Stalina – kwestionowanie przedwojennej granicy polsko-radzieckiej, inspirowanie ośrodków politycznych konkurencyjnych wobec legalnego rządu RP (Związek Patriotów Polskich, Krajowa Rada Narodowa) – stawiały pod znakiem zapytania nie tylko zachowanie integralności terytorialnej Polski, lecz również jej politycznej niezależności.
Obawy potwierdziły się, gdy front wschodni przekroczył granicę przedwojennej Polski. Na ziemiach opanowanych przez Armię Czerwoną formacje NKWD masowo aresztowały żołnierzy Armii Krajowej oraz przedstawicieli cywilnych władz Polskiego Państwa Podziemnego. 21 lipca 1944 powstał w Moskwie tzw. Polski Komitet Wyzwolenia Narodowego – organ wykonawczy KRN, który rościł sobie prawo do sprawowania władzy wykonawczej na terenach centralnej Polski wyzwolonych przez Armię Czerwoną. Organ ten, teoretycznie wielopartyjny, pozostawał zdominowany przez komunistów oraz całkowicie podporządkowany Stalinowi. Zarówno Rząd RP na uchodźstwie, jak i przywódcy Polskiego Państwa Podziemnego, uznali powstanie PKWN za wstęp do narzucenia Polsce komunistycznego rządu marionetkowego.
Rząd RP na uchodźstwie nie mógł liczyć na skuteczną pomoc ze strony pozostałych członków „wielkiej trójki”. Dla USA i Wielkiej Brytanii absolutnym priorytetem było bowiem utrzymanie ZSRR w szeregach aliantów, a polsko-sowieckie spory były postrzegane przez ich przywódców jako zagrożenie dla spójności koalicji antyhitlerowskiej. Bez pomocy Armii Czerwonej nie można było liczyć na szybkie pokonanie Niemiec i Japonii, stąd mocarstwa anglosaskie były gotowe przystać na terytorialne żądania Stalina, a także zgadzały się, iż władzę w powojennej Polsce powinien objąć rząd „przyjazny wobec ZSRR”. Już podczas konferencji teherańskiej przywódcy „wielkiej trójki” uzgodnili wstępnie, że granica Polski z ZSRR zostanie poprowadzona tzw. Linią Curzona, w zamian za co Polska miała uzyskać rekompensatę terytorialną kosztem Niemiec (28 listopada – 1 grudnia 1943). Informacje o ustaleniach podjętych podczas konferencji w Teheranie nie zostały przekazane polskiemu rządowi na uchodźstwie. Na skutek funkcjonowania wojennej cenzury oraz działalności silnego prosowieckiego lobby w anglosaskiej prasie, opinia publiczna w USA i Wielkiej Brytanii nie była informowana o rzeczywistej sytuacji w Polsce.

## Kwestia braku uzgodnienia terminu powstania z sojusznikami
Wobec rysującej się groźby narzucenia Polsce rządów komunistycznych grupa oficerów Komendy Głównej AK, skupionych wokół generałów Leopolda Okulickiego „Kobry” i Tadeusza Pełczyńskiego „Grzegorza”, zaczęła forsować koncepcję wywołania powstania w Warszawie. Zwolennicy zbrojnego wystąpienia w stolicy wierzyli, że „wstrząśnie ono sumieniem świata” oraz zmusi zachodnie rządy i opinię publiczną do reakcji na stalinowską politykę faktów dokonanych. Powstanie miało być więc wymierzone militarnie przeciw Niemcom, a politycznie przeciw ZSRR oraz podporządkowanym mu polskim komunistom. Z tego względu dowództwo AK nie mogło i nie chciało w jakikolwiek sposób uzgadniać planów powstania z rządem sowieckim. Nie zmieniał tego fakt, iż Komenda Główna AK od początku zdawała sobie sprawę, że wobec słabego uzbrojenia podległych jej oddziałów, powodzenie powstania będzie możliwe wyłącznie w sytuacji, gdy najpóźniej kilka dni po jego wybuchu wojska sowieckie wkroczą do Warszawy – zapobiegając tym samym uwikłaniu się powstańców w samotny bój z Niemcami. Z tego względu zamierzano wystąpić zbrojnie dopiero w momencie, gdy Armia Czerwona rozbije niemiecką obronę na przedmościu warszawskim i rozpocznie szturm na miasto.
Tymczasem 26 lipca 1944 premier Stanisław Mikołajczyk udał się w podróż do Moskwy (dotarł tam 30 lipca), gdzie miał spotkać się ze Stalinem i podjąć ostatnią próbę znalezienia modus vivendi pomiędzy Polską a ZSRR. Prawdopodobnie premier liczył, że wyzwolenie Warszawy przez oddziały AK stanie się kluczowym elementem przetargowym, wzmacniającym jego pozycję w negocjacjach z radzieckim dyktatorem. W rzeczywistości trudna sytuacja militarna, w której od pierwszych godzin walki znajdowali się powstańcy, zmusiła Mikołajczyka do apelowania o radziecką pomoc dla Warszawy i tym samym znacząco osłabiła jego pozycję negocjacyjną.
Termin powstania nie został także uzgodniony z rządami USA i Wielkiej Brytanii. Współpraca AK z aliantami zachodnim była zresztą mocno utrudniona ze względu na fakt, iż uznawali oni ziemie polskie za strefę operacyjną Armii Czerwonej. Z tego względu Brytyjczycy odmawiali m.in. wysłania swojej misji wojskowej do okupowanej Polski. 6 czerwca 1944 brytyjski Komitet Szefów Sztabów zgodził się, że wywołanie ewentualnego powstania powszechnego w Polsce „należy do kompetencji Rządu Polskiego, a wybranie właściwego czasu do władz [podziemnych] w Warszawie”. Już trzy tygodnie później szef Kierownictwa Operacji Specjalnych (SOE), generał Colin Gubbins, poinformował jednak generała Stanisława Tatara, że brytyjskie władze wojskowe odmawiają udzielenia AK szerszej pomocy (w tym masowych zrzutów broni) – wykraczającej poza wspieranie działań dywersyjnych.
Niemniej mocarstwa anglosaskie nie mogły twierdzić, że zostały całkowicie zaskoczone wybuchem powstania. W dniu 27 lipca 1944 ambasador RP w Londynie, Edward Raczyński, spotkał się bowiem z ministrem spraw zagranicznych Wielkiej Brytanii, Anthonym Edenem, którego poinformował wstępnie o planach zbrojnego wystąpienia AK w Warszawie. Jednocześnie w imieniu polskiego rządu poprosił Brytyjczyków, aby w momencie wybuchu powstania: 1) umożliwili przerzucenie do stolicy polskiej 1. Samodzielnej Brygady Spadochronowej; 2) oddali do dyspozycji AK cztery polskie dywizjony lotnicze stacjonujące w Wielkiej Brytanii; 3) zbombardowali niemieckie lotniska w pobliżu Warszawy; 4) oficjalnie uznali prawa kombatanckie żołnierzy AK. Eden obiecał rozpatrzyć te postulaty w trybie pilnym, podając jednak w wątpliwość techniczne możliwości ich zrealizowania. Już następnego dnia Foreign Office poinformowało Raczyńskiego, że „zupełnie niezależnie od trudności skoordynowania takiej akcji z rządem sowieckim (…) same tylko względy operacyjne muszą nas powstrzymać od zaspokojenia trzech żądań, jakie Pan wysunął w związku z niesieniem pomocy powstaniu warszawskiemu”. Brytyjczycy nie pozostawili wątpliwości, że: „Rząd JKM nie jest w stanie nic zrobić w tej sprawie”. W rezultacie strona polska nie uzyskała przed wybuchem powstania żadnych obietnic pomocy ze strony sojuszników.

## Wstrzymanie radzieckiej ofensywy na Warszawę

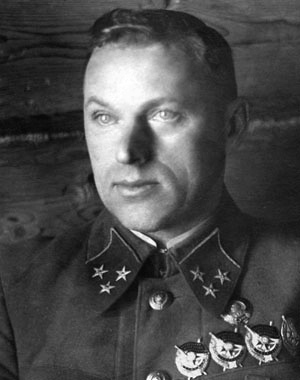
Marszałek Konstanty Rokossowski

Jeszcze w trakcie powstania radziecka propaganda i dyplomacja – a w ślad za nimi również polscy komuniści – głosiły, że Armia Czerwona nie była w stanie udzielić Warszawie skutecznej pomocy. Miało to wynikać z faktu, iż wojska 1 Frontu Białoruskiego były wyczerpane po intensywnych walkach na Białorusi, zbytnio oddalone od własnych baz zaopatrzeniowych i lotnisk, a ich flanki były zagrożone niemieckimi kontruderzeniami. Podkreślano, że wybuch powstania nie został uzgodniony z dowództwem radzieckim, a także utrzymywano, że polska stolica nie odgrywała większej roli w radzieckich planach wojennych. Z kolei Niemcy mieli skoncentrować znaczne siły na przedmościu warszawskim, które w bitwie pancernej pod Warszawą zadały znaczne straty czołówkom 1 Frontu Białoruskiego i zatrzymały ich marsz w kierunku zachodnim. Podobne oceny były formułowane w opracowaniach historycznych i publikacjach prasowych ukazujących się po wojnie w ZSRR i PRL.
Dokumenty ujawnione po rozpadzie ZSRR przeczą jednak tym twierdzeniom. Nikołaj Iwanow wskazywał, że pod koniec lipca 1944 roku w skład 1 Frontu Białoruskiego wchodziło dziesięć armii (w tym jedna pancerna), sześć samodzielnych korpusów pancernych i kawaleryjskich oraz dwie armie lotnicze. Dowodzący frontem marszałek Konstanty Rokossowski miał więc do dyspozycji prawie milion żołnierzy, 3000 czołgów, 15000 dział i moździerzy oraz 3500 samolotów. Zdaniem Iwanowa teza, jakoby oddziały frontu były wyczerpane i pozbawione zaopatrzenia, nie ma pokrycia w faktach. Radziecka 2 Gwardyjska Armia Pancerna, prowadząca bezpośrednie natarcie w kierunku Warszawy, została bowiem wprowadzona na pierwszą linię dopiero w dniu 22 lipca 1944. W dodatku wyruszyła ona z pozycji wyjściowych na Wołyniu skąd jej bazy zaopatrzeniowe dzieliła od polskiej stolicy odległość jedynie 300 kilometrów (szlaki zaopatrzeniowe 2 GAPanc. nie wiodły przy tym przez zrujnowaną Białoruś, lecz przez stosunkowo mniej zniszczoną południowo-wschodnią Polskę). W dokumentach 1 Frontu Białoruskiego brak zresztą wzmianek o poważniejszych problemach zaopatrzeniowych, a sama 2 GAPanc. posiadała trzykrotnie większe zapasy amunicji oraz większe zasoby paliwa niż radziecka 69 Armia walcząca na rzekomo priorytetowym przyczółku warecko-magnuszewskim. Ponadto wiele dowodów wskazuje, że Warszawa odgrywała znacznie większą rolę w radzieckich planach wojennych, niż była to skłonna przyznać radziecka propaganda i historiografia. Świadczyć może o tym m.in. ogrom sił zgromadzonych przez Armię Czerwoną na kierunku warszawskim. W drugiej połowie lipca 2 GAPanc. została także wzmocniona o 1 pułk pontonowy do przeprawy ciężkich czołgów oraz 6 górską brygadę inżynieryjno-saperską, co może wskazywać na istnienie planów forsowania Wisły na szeroką skalę. Marszałek Rokossowski ujawnił w swoich powojennych wspomnieniach, że podczas przygotowań do operacji „Bagration” Stalin podkreślał „strategiczne i polityczne znaczenie Warszawy”. Gdy na dzień przed wybuchem powstania Mikołajczyk spotkał się w Moskwie z Ludowym Komisarzem Spraw Zagranicznych ZSRR Wiaczesławem Mołotowem ten oświadczył mu, że wojskom sowieckim pozostało do miasta jedynie 10 kilometrów i wkrótce będzie ono wyzwolone. Kilka dni później Stalin przyznał podczas rozmowy z Mikołajczykiem, że oczekiwał wkroczenia wojsk sowieckich do Warszawy w dniu 6 sierpnia.
28 lipca 1944 Stawka poleciła dowództwu 1 Frontu Białoruskiego, aby swoim prawym skrzydłem rozwinęło natarcie na Warszawę i nie później niż 5-8 sierpnia zdobyło warszawską Pragę oraz sforsowało Wisłę na wysokości Pułtuska i Serocka. W tym samym czasie lewe skrzydło frontu miało uchwycić przyczółki w rejonie Dęblina, Solca i Zwolenia. Po sforsowaniu Wisły marszałek Rokossowski miał kontynuować natarcie w kierunku Torunia i Łodzi. Dokument ten – ujawniony dopiero po rozpadzie ZSRR – pozwala wysnuć wniosek, że radzieckie dowództwo planowało w pierwszych dniach sierpnia 1944 zdobyć Warszawę za pomocą dwustronnego manewru okrążającego. Prawdopodobnie Stalin dążył do szybkiego opanowania polskiej stolicy ze względów militarnych (uzyskanie podstawy wyjściowej dla dalszej ofensywy w kierunku Berlina) i politycznych (ulokowanie w Warszawie siedziby PKWN). W tym samym czasie radziecka propaganda wzywała mieszkańców Warszawy do walki z Niemcami. 29 lipca 1944 w godzinach wieczornych, Radio Moskwa nadało w języku polskim wezwanie do ludności Warszawy. Głosiło ono, że dla polskiej stolicy „godzina czynu wybiła” oraz zapowiadało, że „czynną walką na ulicach Warszawy (…) nie tylko przyspieszymy chwilę ostatecznego wyzwolenia, lecz ocalimy również majątek narodowy i życie waszych braci”. Tego samego dnia na murach Warszawy pojawiła się odezwa podpisana przez samozwańczego generała Juliana Skokowskiego – przywódcę lewicowej Polskiej Armii Ludowej – w której informowano fałszywie, że komendant główny AK, generał „Bór”, uciekł z Warszawy wraz z Komendą Główną AK, a Skokowski obejmuje dowództwo nad wszystkimi organizacjami podziemnymi w mieście i zarządza mobilizację do walki z Niemcami. Z kolei 30 lipca należąca do komunistycznego ZPP „Radiostacja im. Tadeusza Kościuszki” kilkukrotnie powtórzyła wezwanie, w którym znalazły się słowa: „Ludu Warszawy! Do broni! Niech ludność cała stanie murem wokół Krajowej Rady Narodowej, wokół warszawskiej Armii Podziemnej. Uderzcie na Niemców, Udaremnijcie ich plany zburzenia budowli publicznych. Pomóżcie Armii Czerwonej w przeprawie przez Wisłę (…) Milion mieszkańców Warszawy niechaj się stanie milionem żołnierzy, którzy wypędzą niemieckich najeźdźców i zdobędą wolność”. Radzieckie lotnictwo zrzuciło także nad miastem ulotki propagandowe o podobnej treści. W nocy z 31 lipca na 1 sierpnia 1944 stołeczne struktury komunistycznej Armii Ludowej zostały postawione w stan alarmowy.
Porażka w bitwie pancernej pod Warszawą spowolniła co prawda natarcie Rokossowskiego, lecz w mniejszym stopniu niż przedstawiała to później sowiecka propaganda. W trakcie walk pod Radzyminem i Wołominem radziecka 2 GAPanc. nie utraciła bowiem swoich możliwości ofensywnych. W dokumentach Armii Czerwonej, przechowywanych w Centralnym Archiwum MON Federacji Rosyjskiej (datowanych na lipiec 1944), nie ma żadnej wzmianki o załamaniu natarcia na Warszawę ze względu na niemiecki opór. Dowództwo sowieckie oceniało zresztą, że niemiecki kontratak w rejonie Warszawy miał na celu jedynie zabezpieczenie ewakuacji na lewy brzeg Wisły – nie zaś zatrzymanie radzieckiego natarcia. Co prawda 1 sierpnia dowodzący 2 GAPanc. generał Aleksiej Radziejewski wydał swoim oddziałom rozkaz przejścia do obrony, lecz miała to być jedynie przerwa taktyczna – niezbędna, aby uzupełnić zapasy amunicji i paliwa. Jeszcze 2 sierpnia radziecka „Prawda” zagrzewała czerwonoarmistów hasłem „na Warszawę!”. Przewaga sowiecka była wówczas wciąż wyraźna i wedle wszelkiego prawdopodobieństwa Niemcy nie zdołaliby utrzymać miasta. Dowództwo niemieckiej 9 Armii oceniało sytuację w rejonie Warszawy jako katastrofalną. Z meldunków składanych przez radzieckie oddziały frontowe wynikało, że na początku sierpnia 1944 roku zachodni brzeg Wisły był w wielu miejscach w ogóle nie obsadzony przez Niemców.
Sytuację zmienił wybuch powstania warszawskiego. Stanowił on dla Stalina duże zaskoczenie, stąd postawa ZSRR wobec polskiego zrywu była początkowo ambiwalentna. Podczas spotkania z premierem Mikołajczykiem (4 sierpnia) Stalin wyraził wątpliwość, czy AK będzie w stanie samodzielnie wyzwolić stolicę, oskarżając jednocześnie jej żołnierzy, że „w ogóle nie walczą z Niemcami, ale kryją się po lasach”. Podobny ton przyjął w depeszy wysłanej następnego dnia do brytyjskiego premiera Winstona Churchilla. Z kolei obecni w tym czasie w Moskwie przywódcy PKWN utrzymywali w rozmowie z Mikołajczykiem, że informacje o wybuchu powstania są przesadzone, a w Warszawie panuje spokój. Moskwa starała się także ukryć fakt wybuchu powstania przed własnym społeczeństwem. W zachowanych meldunkach 1 Frontu Białoruskiego z sierpnia i pierwszej połowy września 1944 nie ma żadnej wzmianki o walkach w Warszawie. Również komentarze sowieckiej prasy były początkowo nieliczne i ostrożne. Z drugiej strony podczas pożegnalnej rozmowy z Mikołajczykiem Stalin obiecał „szybką” pomoc dla powstania w postaci zrzutów broni, a także „poparcie ze strony lotnictwa” w „pełnych granicach jego możliwości” (9 sierpnia). Ponadto zapowiedział, że do Warszawy zostanie przerzucony radziecki oficer łącznikowy. 8 sierpnia marszałkowie Żukow i Rokossowski przedstawili Stawce plan ofensywy, który przewidywał rozpoczęcie uderzenia z przyczółków na Narwi i pod Magnuszewem, a następnie wyzwolenie Warszawy między 25 sierpnia a 1 września 1944. Ze względów propagandowych przewidywano, że frontalne uderzenie na Pragę przeprowadzi dowodzona przez generała Zygmunta Berlinga 1 Armia Wojska Polskiego. 13 sierpnia generał Michał Rola-Żymierski wydał rozkaz nr 6, w którym niedwuznacznie dał do zrozumienia, że 1 Armia Wojska Polskiego wraz z Armią Czerwoną rychło wyruszą na pomoc Warszawie. Tego samego dnia PKWN wydał odezwę „Do walczącej Warszawy! Do wszystkich bojowników Warszawy! Do ludności stolicy”, w której znalazły się słowa: „Chwila wyzwolenia bohaterskiej stolicy jest bliska (…) Pomoc nadchodzi. Wytężcie wszystkie swe siły! Wytrwajcie!” (nie wiadomo, czy powyższe wystąpienia były uzgodnione z Moskwą).
Wiele wskazuje na to, że Stalin spodziewał się szybkiego upadku powstania lub liczył na daleko idące ustępstwa polityczne ze strony polskiego rządu w zamian za pomoc dla Warszawy. Gdy jednak okazało się, że polski zryw nie wygaśnie zbyt szybko, a jego przywódcy reprezentują opcję niepodległościową, Moskwa przyjęła wobec powstania jednoznacznie wrogą postawę. 6 sierpnia 1944 z szeregów 2 GAPanc. niespodziewanie wycofano 1 pułk pontonowy, co można uznać za rezygnację z przeprawy przez Wisłę. Dwa dni później 2 GAPanc. została wycofana spod Warszawy i skierowana na odpoczynek, a na jej miejsce wprowadzono znacznie słabszą 47 Armię. Z okolic miasta wycofano także radzieckie 61. i 70. Armię, a także 1 Armię Wojska Polskiego (tę ostatnią przerzucono na przyczółek warecko-magnuszewski). Do 10 września sowieckie lotnictwo obowiązywał zakaz prowadzenia lotów bojowych nad Warszawą (dozwolone były wyłącznie loty rozpoznawcze). Pod koniec sierpnia 1 Front Białoruski otrzymał ograniczone zadania bojowe w okolicy Narwi, pozostające bez jakiegokolwiek związku z trwającym w Warszawie powstaniem. Jego powolne natarcie przedłużało powstanie, zwiększało straty w ludziach, a zarazem budziło w Warszawie płonne nadzieje na szybką pomoc. Z militarnego punktu widzenia wstrzymanie przez Armię Czerwoną natarcia na Warszawę było przy tym działaniem nie tylko bezsensownym, lecz wręcz szkodliwym. Zaniechano bowiem rozwijającej się pomyślnie ofensywy w kierunku Berlina oraz pozostawiono w rękach Niemców ważny węzeł komunikacyjny. Z tego względu można z dużym prawdopodobieństwem przyjąć, że motywy tej decyzji były czysto polityczne.
12 sierpnia agencja TASS opublikowała komunikat, w którym oświadczono, że „odpowiedzialność za wydarzenia w Warszawie spada wyłącznie na polskie koła emigracyjne w Londynie”, a sugestie jakoby ZSRR nie udzieliło powstaniu wystarczającej pomocy są „rezultatem nieporozumienia, albo przejawem oszczerstwa”. Cztery dni później, w odpowiedzi na depeszę Churchilla, Stalin określił powstanie mianem „awantury”, od której radzieckie dowództwo „postanowiło otwarcie się odciąć”. Jednocześnie w osobnej nocie Ludowy Komisariat Spraw Zagranicznych oświadczył, że rząd radziecki nie zgadza się, aby alianckie samoloty lecące z dostawami dla powstańców lądowały na radzieckich lotniskach, gdyż „nie życzy sobie, aby – pośrednio lub bezpośrednio – wiązano go z awanturą w Warszawie”. Moskwa zagroziła nawet internowaniem alianckich lotników, którzy zdecydowaliby się wylądować na terytorium kontrolowanym przez Armię Czerwoną. Zdarzało się często, iż alianckie samoloty lecące ze zrzutami dla Warszawy były ostrzeliwane przez radziecką artylerię przeciwlotniczą i nocne myśliwce. W efekcie ich załogi traktowały lot nad ziemiami opanowanymi przez Armię Czerwoną, jak lot nad terytorium wroga.
Już 2 sierpnia marszałek Rokossowski wydał rozkaz rozbrajania i internowania oddziałów AK. Gdy generał „Bór” wezwał działające poza Warszawą oddziały AK do wyruszenia z odsieczą stolicy (14 sierpnia), Stawka poleciła formacjom NKWD, aby uniemożliwiły polskim partyzantom przeprawę przez Wisłę, blokowały transport broni i rozbrajały polskie oddziały. KG AK kilkukrotnie proponowała dowództwu 1 Frontu Białoruskiego nawiązanie regularnej łączności (w tym ustanowienie stałego połączenia telefonicznego), lecz nie otrzymała żadnej odpowiedzi. Kurierzy AK wysłani do sztabu Rokossowskiego zostali aresztowani przez NKWD.

## Akcja dyplomatyczna rządu RP i pierwsze reakcje aliantów

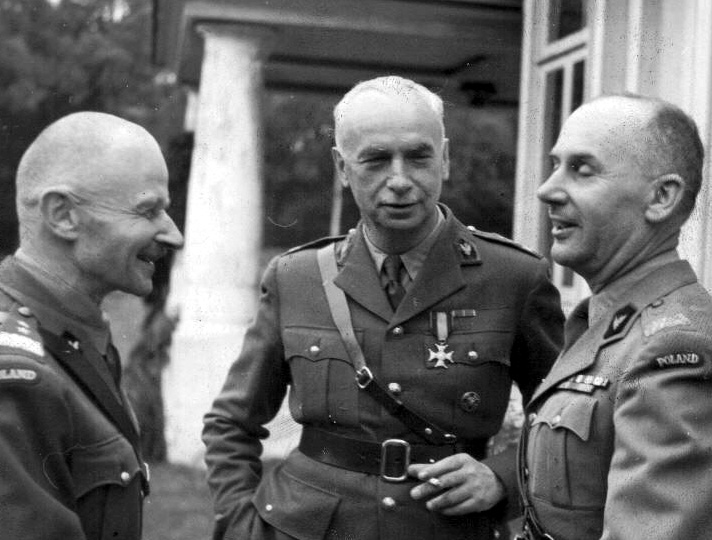
Generałowie Kukiel, Sosnkowski i Kopański

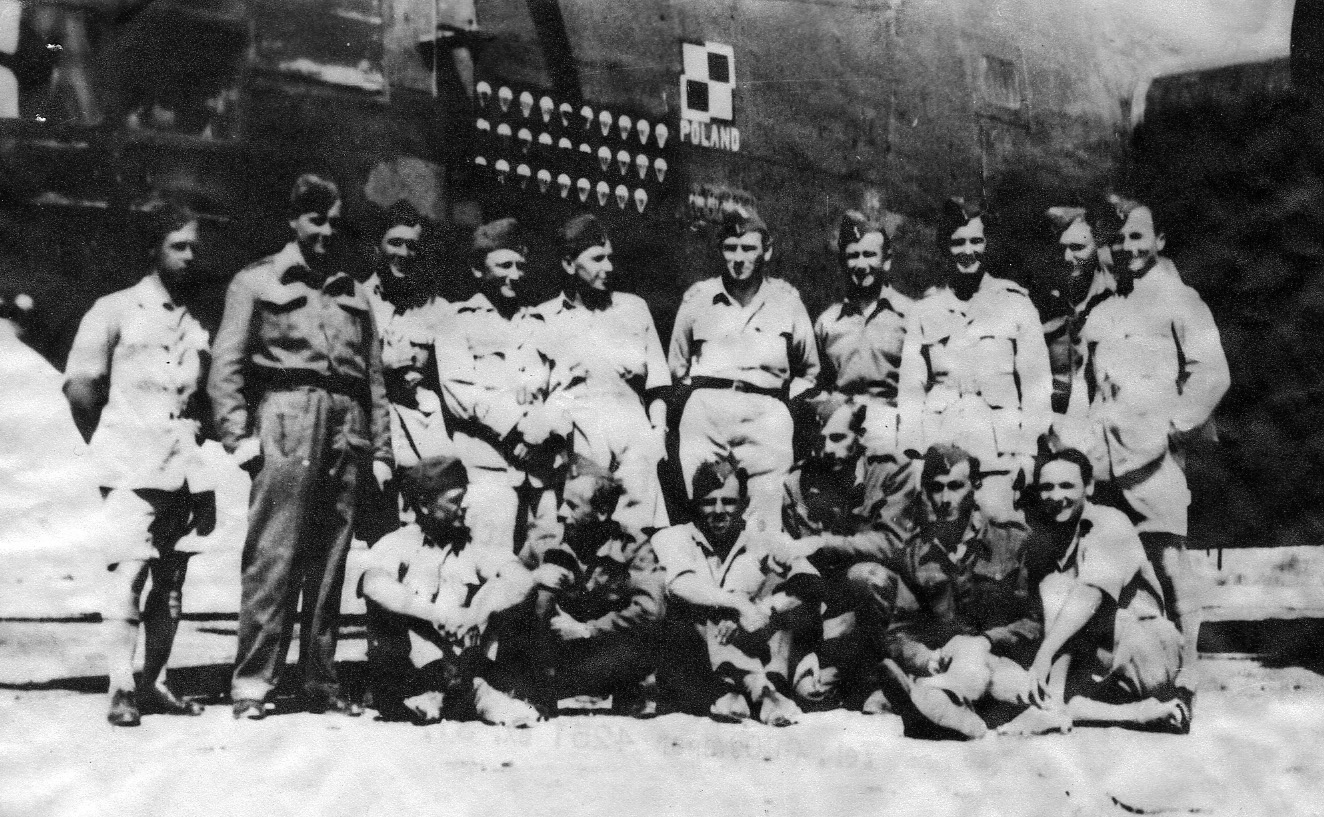
Załoga B-24 Liberatora z 1586. Eskadry Specjalnego Przeznaczenia po powrocie z lotu ze zrzutami dla Warszawy

Dopiero 2 sierpnia 1944 w godzinach porannych dowództwo AK było w stanie przesłać do Londynu pierwsze meldunki informujące o wybuchu powstania. Generał „Bór” zaapelował wówczas o rozpoczęcie zrzutów broni i amunicji nad miastem oraz wezwanie strony sowieckiej do rozpoczęcia natychmiastowego uderzenia na Warszawę. W Londynie byli wówczas nieobecni zarówno premier Stanisław Mikołajczyk (przebywający z wizytą w Moskwie), jak i Naczelny Wódz, generał Kazimierz Sosnkowski (wizytujący polskie oddziały we Włoszech). Niemniej prezydent Władysław Raczkiewicz oraz członkowie Rządu RP na uchodźstwie natychmiast podjęli zabiegi dyplomatyczne, mające na celu uzyskanie pomocy dla powstańców. Jeszcze tego samego dnia ambasador Raczyński udał się do Foreign Office, gdzie zwrócił się do podsekretarza stanu Alexandra Cadogana z prośbą o natychmiastowe powiadomienie premiera Churchilla o rozpoczętym w Warszawie powstaniu oraz wydanie zarządzeń umożliwiających rozpoczęcie zrzutów broni i amunicji dla oddziałów AK. 3 sierpnia generałowie Kukiel i Kopański interweniowali w tej samej sprawie u wojskowych władz brytyjskich, a prezydent Raczkiewicz wystosował osobisty list do Churchilla, w którym apelował do jego przyjaźni dla Polski i żołnierskiej solidarności. 6 sierpnia ambasador RP w Waszyngtonie, Jan Ciechanowski, przekazał członkom amerykańskiego Kolegium Połączonych Szefów Sztabów oficjalną prośbę o zorganizowanie pomocy dla powstania. Polskie postulaty obejmowały m.in.: uruchomienie dostaw broni i amunicji dla powstańców, zbombardowanie przez alianckie lotnictwo niemieckich pozycji w mieście oraz przerzucenie do stolicy 1. Samodzielnej Brygady Spadochronowej.
Pierwsze reakcje aliantów były ostrożne i niechętne. Amerykanie oświadczyli, że wsparcie dla polskiego podziemia leży w gestii władz brytyjskich, a ze względu na fakt, iż Warszawa pozostaje w radzieckiej strefie operacyjnej, alianci nie będą mogli prowadzić tam żadnych operacji bez wiedzy i zgody Moskwy. Z kolei generał Hastings Ismay – główny wojskowy doradca Churchilla – po pięciodniowej zwłoce oświadczył, że użycie bombowców RAF w Polsce można rozpatrywać jedynie w połączeniu z oczekiwanym uderzeniem Armii Czerwonej, a pozostałe polskie postulaty natury wojskowej uznał za nierealne. Z obstrukcją i niechęcią brytyjskich struktur wojskowych i administracyjnych kontrastowała osobista postawa premiera Churchilla, który już 3 sierpnia nakazał bezzwłoczne rozpoczęcie przygotowań do lotów z dostawami dla Warszawy oraz naciskał na dowództwo RAF, aby udzieliło powstańcom wszelkiej możliwej pomocy. Polecenie brytyjskiego premiera zawierało jednak zastrzeżenie, że loty z dostawami dla Warszawy powinny się odbywać „w warunkach wykonalności”, a ostateczna decyzja co do kształtu operacji została uzależniona od opinii zastępcy dowódcy Mediterranean Allied Air Force, marszałka lotnictwa Johna Slessora. Dopiero 12 września brytyjski Komitet Szefów Sztabów wystosował „letnią w tonie depeszę” do swojego amerykańskiego odpowiednika, w której zwracano się o podjęcie współdziałania z baz włoskich, bądź też z baz brytyjskich w celu zorganizowania dostaw drogą lotniczą dla Warszawy.
Brak zgody Stalina na korzystanie przez alianckie samoloty z radzieckich lotnisk na prawym brzegu Wisły czynił loty ze zrzutami dla Warszawy szczególnie trudnymi i ryzykownymi. Z tego względu amerykańskie lotnictwo zrezygnowało początkowo z jakichkolwiek lotów nad polską stolicę. Z kolei marszałek Slessor zgodził się jedynie na przeprowadzanie zrzutów w podwarszawskich lasach. Rozkaz ten złamali jednak polscy lotnicy ze stacjonującej we włoskim Brindisi 1586. Eskadry Specjalnego Przeznaczenia, którzy w nocy z 4 na 5 sierpnia polecieli nad Warszawę. Następnego dnia Slessor wydał całkowity zakaz lotów w rejonie miasta (ze względu na wysokie straty poniesione w pierwszych misjach). Dopiero na skutek intensywnych zabiegów rządu RP zezwolono polskim załogom z 1586. Eskadry na wykonywanie „ochotniczych hazardowych lotów do Warszawy”. 12 sierpnia zezwolono na loty również załogom brytyjskim i południowoafrykańskim. Tragiczny wynik misji przeprowadzonej w nocy z 14 na 15 sierpnia spowodował jednak wydanie tym ostatnim kolejnego zakazu lotów. Do końca sierpnia z dostawami dla powstańców latali wyłącznie polscy lotnicy. Z początkiem września również i oni zostali jednak wycofani znad Warszawy przez brytyjskie dowództwo. Tylko naciski i determinacja polskiego rządu spowodowały, że Brytyjczycy zgodzili się wysłać z Brindisi jeszcze dwie wyprawy z pomocą dla polskiej stolicy. Podczas lotów z dostawami dla Warszawy, przeprowadzonych w sierpniu i wrześniu 1944, poległo 59 lotników polskiej 1586. Eskadry Specjalnego Przeznaczenia oraz 76 lotników brytyjskich i południowoafrykańskich.
Z Warszawy nadchodziły tymczasem coraz bardziej dramatyczne apele o pomoc. 5 sierpnia Delegat Rządu na Kraj wraz z przewodniczącym podziemnej Rady Jedności Narodowej wysłali depeszę do Londynu, w której informowali, że od chwili rozpoczęcia powstania Armia Czerwona zaprzestała wszelkich działań bojowych na przedpolu Warszawy. Zwracali przy tym uwagę, że „to niezrozumiałe i demonstracyjnie bierne zachowanie się wojsk rosyjskich stojących o kilkanaście kilometrów od Warszawy ma swoją wymowę polityczną, którą rząd winien poruszyć u czynników alianckich, łącznie z premierem przebywającym w Moskwie”. Następnego dnia generał „Bór” wystosował depeszę do Naczelnego Wodza, w której porównał postawę Sprzymierzonych wobec powstania z ich biernością we wrześniu 1939 roku. Stwierdził także, iż „Bilans dotychczasowego przymierza z Wielką Brytanią dał jedynie im naszą pomoc w roku 1940 przy odpieraniu ataku niemieckiego na Wyspy, w walkach, w Norwegii, Afryce, we Włoszech i na froncie zachodnim. Żądamy, abyście w sposób wyraźny stwierdzili ten fakt wobec Brytyjczyków”. Z kolei 12 sierpnia Rada Jedności Narodowej wystosowała z Warszawy apel do narodów sprzymierzonych, w którym stwierdzono, że powstanie nie otrzymało dotąd istotnego wsparcia ze Zachodu, a także żadnej pomocy ze strony ZSRR. Przypominając zasady zapisane w Karcie Atlantyckiej przedstawiciele cywilnych władz Polski Podziemnej zwrócili się do rządów USA i Wielkiej Brytanii o udzielenie natychmiastowej pomocy Warszawie.
Im dłużej trwało powstanie, tym bardziej malało jednak zainteresowanie alianckich czynników wojskowych i dyplomatycznych sprawą udzielenia pomocy Warszawie. Prowadzone w tej sprawie rozmowy odbywały się także w coraz gorszej atmosferze. Gdy podczas spotkania z brytyjskimi dowódcami generał Sosnkowski odczytał wspomniany list generała „Bora”, wskazujący na dotychczas negatywny bilans współpracy z aliantami, spotkał się z „gwałtownym i ostrym protestem przeciw obrażaniu Imperium”. 14 sierpnia brytyjski rząd przekazał ambasadorowi Raczyńskiemu notę, w której komunikowano, że decyzja o rozpoczęciu powstania „powzięta została bez uprzednich konsultacji z Rządem JKM, który wobec tego znalazł się w niemożności przygotowania z góry planów współpracy”. W nocie stwierdzono także, iż „ogólna strategia sowiecka widocznie nie pozwala na natychmiastowe zaimprowizowanie operacji w okolicach Warszawy, skoordynowanych z powstaniem w tym mieście, o którego wybuchu ani rząd Sowiecki ani Rząd JKM nie były z góry przestrzeżone”. Z kolei 16 sierpnia doszło do spotkania polskich generałów z pułkownikiem Haroldem B. Perkinsem – szefem polskiego i czechosłowackiego wydziału SOE. W trakcie rozmowy Brytyjczyk obarczył Polaków całkowitą winą za sytuację w Warszawie oraz oświadczył, że „zbrodnią jest planować dostawy z pomocą dla Warszawy w ramach operacji tak ryzykownych, jak te, które są obecnie podejmowane”. Nawet brytyjscy historycy określili po latach tę wypowiedź, jako „wybitnie arogancką i pozbawioną współczucia”. Negatywne nastawienie względem sprawy pomocy dla powstania prezentowało również brytyjskie Foreign Office. Minister Eden zablokował m.in. propozycję lorda Vansittarta, który domagał się, aby w odpowiedzi na masowe zbrodnie popełniane przez Niemców w Warszawie zwołać nadzwyczajne posiedzenie Izby Gmin w celu omówienia odwetowego bombardowania Berlina. Jeszcze mniejsze zainteresowanie polskim powstaniem przejawiała amerykańska administracja, słabe było także jej ogólne rozeznanie w sytuacji panującej w Polsce. Jedynie ambasador USA w Londynie, John Gilbert Winant, podejmował aktywne działania w celu udzielenia powstańcom efektywnej pomocy.
Alianci długo zwlekali z przyznaniem praw kombatanckich żołnierzom AK, twierdząc, że będą mogli to uczynić jedynie w sytuacji, gdy ZSRR postąpi podobnie. Dopiero 30 sierpnia rządy USA i Wielkiej Brytanii oficjalnie oświadczyły, iż uznają Armię Krajową za integralną część Polskich Sił Zbrojnych. Do tego czasu Niemcy bezkarnie mordowali wziętych do niewoli żołnierzy AK, uznając ich gremialnie za „bandytów”, których nie chroni prawo międzynarodowe.
Anglosaska prasa poświęcała powstaniu niewiele uwagi, a w pierwszych dniach sierpnia jej artykuły zawierały wyłącznie optymistyczne informacje na temat przebiegu walk w Warszawie. 4 sierpnia generał „Bór” musiał ogłosić oficjalne dementi w sprawie audycji BBC, podczas której oświadczono, że Związek Radziecki w pełni współpracuje z polskimi powstańcami. W szczególności prasa lewicowa starała się usprawiedliwiać postawę ZSRR oraz prezentowała wyraźnie negatywne nastawienie wobec przywódców AK i rządu RP na uchodźstwie. Redaktor sekcji polskiej BBC, Gregory MacDonald, był zmuszony przyznać, że informacje o braku sowieckiej pomocy dla powstania „są w znaczący sposób tonowane (…) żeby nie podsycać atmosfery emocji i nie naruszać ponad potrzebę jedności alianckiej”.

## Korespondencja przywódców „wielkiej trójki” w sprawie powstania

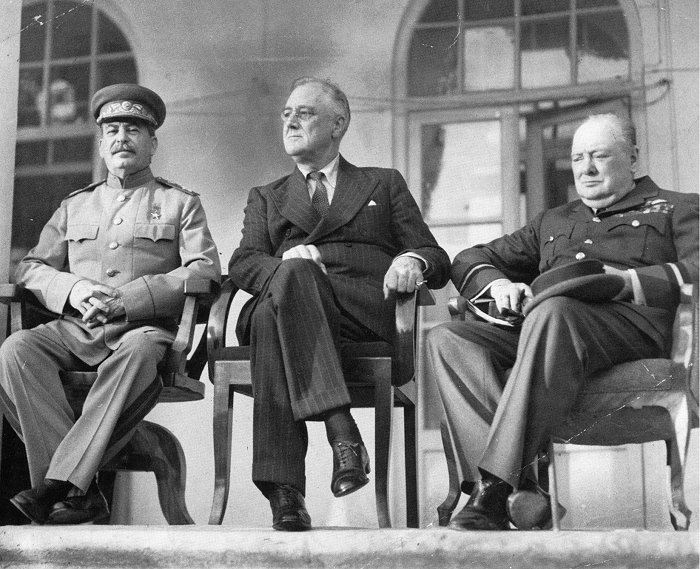
Przywódcy „wielkiej trójki”. Od lewej: Stalin, Roosevelt, Churchill

4 sierpnia 1944 Churchill wystosował krótką depeszę do Stalina, w której informował o wybuchu polskiego powstania w Warszawie, a także zapowiedział, że alianckie lotnictwo w najbliższym czasie dostarczy powstańcom około 60 ton zaopatrzenia bojowego. Podkreślił jednocześnie, że powstańcy, którzy „wiążą półtorej niemieckiej dywizji” proszą o pomoc rosyjską i spodziewają się ją otrzymać w najbliższym czasie. 5 sierpnia brytyjska misja wojskowa w Moskwie skierowała także list do sztabu generalnego Armii Czerwonej, w którym poproszono o ustosunkowanie się do prośby o zorganizowanie przez stronę radziecką dostaw broni i amunicji dla oddziałów AK w Warszawie. Odpowiedź Stalina na depeszę Churchilla nadeszła już 5 sierpnia i była utrzymana w lekceważącym tonie. Radziecki dyktator pisał: „Zakomunikowane Panu przez Polaków informacje są bardzo przesadzone i nie budzą zaufania (…) Armia Krajowa Polaków składa się z kilku oddziałów, które niesłusznie nazywają siebie dywizjami. Nie mają one ani artylerii, ani lotnictwa, ani czołgów. Nie wyobrażam sobie, jak takie oddziały mogą zdobyć Warszawę, której bronią cztery pancerne dywizje niemieckie”. Niemniej na tym etapie radziecki dyktator nie odmówił jednoznacznie udzielenia Polakom pomocy.
Przez kilka następnych dni Brytyjczycy zwlekali z odpowiedzią. Dopiero, gdy z Moskwy nadeszły raporty, iż rozmowy Mikołajczyka ze Stalinem zakończyły się w pozytywnej atmosferze, brytyjska dyplomacja ponownie się uaktywniła. W dniach 9 i 10 sierpnia brytyjska misja wojskowa oraz ambasada w Moskwie skierowały do władz sowieckich kolejne prośby o udzielenie pomocy powstaniu. Wspomniano w nich m.in. o apelu radzieckiego kapitana Kaługina, wysłanym do Stalina z Warszawy, a także wskazano dokładne lokalizacje na terenie miasta, gdzie Armia Krajowa była gotowa przyjąć radzieckie zrzuty zaopatrzenia i oficerów łącznikowych. 10 sierpnia Churchill zadepeszował do Stalina, dziękując mu za rzekomo rozpoczęte dostawy broni do Warszawy. Podkreślił jednocześnie, że „wszystko, co uzna pan za możliwe do wykonania, zostanie przyjęte z gorącym uznaniem przez przyjaciół brytyjskich i aliantów”. 12 sierpnia brytyjski premier raz jeszcze poprosił radzieckiego dyktatora o udzielenie pomocy powstańcom, wskazując, że duża odległość dzieląca Warszawę od alianckich baz we Włoszech bardziej predysponuje do tego zadania Armię Czerwoną. Następnego dnia do Stalina zadepeszował również premier Mikołajczyk, który poinformował dyktatora, że „Warszawa broni się nadludzkim wysiłkiem”, a także zapewnił, że „pomoc okazana obecnie przez Związek Sowiecki będzie miała największe znaczenie dla trwałej przyjaźni i praktycznego współdziałania pomiędzy Polską a ZSRR”.
W tym czasie stanowisko Moskwy uległo jednak gwałtownemu zaostrzeniu, czego pierwszym sygnałem było wspomniane oświadczenie TASS. W nocy z 15 na 16 sierpnia zastępca Ludowego Komisarza Spraw Zagranicznych ZSRR, Andriej Wyszynski, odrzucił prośbę o umożliwienie alianckim samolotom korzystania z sowieckich lotnisk. Nie ukrywał przy tym zbytnio w rozmowie z ambasadorami Wielkiej Brytanii i USA, że odmowa jest spowodowana motywami politycznymi. Z kolei 16 sierpnia Stalin wystosował utrzymaną w ostrym tonie depeszę do Churchilla, w której stwierdził, że powstanie warszawskie jest „bezsensowną, przerażającą awanturą”, od której dowództwo sowieckie musi się „odgrodzić”, albowiem nie może brać na siebie za nią ani bezpośredniej, ani pośredniej odpowiedzialności. Skłamał jednocześnie, jakoby sowieckie lotnictwo dokonywało zrzutów broni i amunicji nad Warszawą oraz podjęło próbę przerzucenia do miasta oficera łącznikowego (miał on jednak zostać zabity przez Niemców). Tymczasem 17 sierpnia Waszyngton polecił ambasadorowi Harrimanowi, aby ponownie poruszył kwestię korzystania przez alianckie samoloty z radzieckich baz lotniczych. Harriman już w nocy z 16 na 17 sierpnia został jednak wezwany na Kreml, gdzie Mołotow w obecności Stalina uprzedził jego interwencję, oświadczając („dla uniknięcia możliwych nieporozumień”), że rząd sowiecki nie może się zgodzić, aby z jego baz lotniczych korzystały samoloty, które niosą pomoc powstaniu wywołanemu przez „wrogów Związku Radzieckiego”. George Kennan zapisał w swych wspomnieniach, że tej nocy amerykańskim przedstawicielom niemal jednoznacznie oświadczono, że ZSRR uznaje Polskę za swoją wyłączną strefę wpływów, a w oczach Moskwy powstańcy nie są lepsi od Niemców i w związku z tym nie zostanie im udzielona jakakolwiek pomoc.
Churchill próbował mocniej zaangażować prezydenta Roosevelta w sprawę pomocy dla powstania. Amerykańska administracja z niechęcią myślała jednak o nadwerężaniu stosunków z ZSRR. Dopiero 20 sierpnia Churchill i Roosevelt wysłali wspólny list do Stalina, w którym znalazły się słowa: „Zastanawiamy się, jaka będzie reakcja światowej opinii publicznej, jeśli antyfaszyści w Warszawie zostaną rzeczywiście opuszczeni. Uważamy, że my wszyscy trzej powinniśmy uczynić wszystko, co tylko możemy, aby ocalić możliwie najwięcej znajdujących się tam patriotów”. List ten – celowo naszkicowany przez Roosevelta w łagodnym tonie – kończył się stwierdzeniem, że „czynnik czasu ma wyjątkowo duże znaczenie”. Odpowiedź Stalina była bardzo brutalna. Radziecki dyktator ponownie odmówił spełnienia alianckich postulatów, dodając, że „wcześniej czy później wszystkim znaną stanie się prawda o grupce zbrodniarzy, którzy dla pochwycenia władzy wszczęli awanturę warszawską” (22 sierpnia). Churchill był oburzony tonem tej depeszy. Zaproponował więc Rooseveltowi wystosowanie ostrej w tonie odpowiedzi oraz zasugerował, aby alianccy lotnicy wylądowali na sowieckich lotniskach nawet bez zgody Moskwy. W swych wydanych po wojnie wspomnieniach Churchill utrzymywał, że był skłonny zagrozić Stalinowi wstrzymaniem alianckich konwojów z dostawami dla ZSRR, gdyby alianccy lotnicy lądujący w sowieckich bazach zostali potraktowani w sposób niewłaściwy. Ostatecznie jednak nie zdecydował się na ten drastyczny krok, gdyż jak twierdził, musiał pamiętać o losach milionów ludzi, walczących na wszystkich frontach świata, a także o tym, że „cel główny wymaga czasem nawet poniżającej uległości”. Z kolei amerykański prezydent przyjął wyraźny kurs na unikanie konfrontacji. Po otrzymaniu propozycji Churchilla Roosevelt przez kilka dni odmawiał zajęcia stanowiska („nie wiem dalsze kroki moglibyśmy obecnie podjąć”), by ostatecznie sprzeciwić się wywieraniu większego nacisku na Stalina („uważam za niekorzystne dla dalszego przebiegu wojny ogólnej przyłączenie się do proponowanej depeszy”). 5 września admirał William D. Leahy błędnie poinformował Roosevelta, że powstanie w Warszawie upadło, co ten ostatni potraktował jako pretekst, aby sprawę wywarcia presji na Stalina uznać za nieaktualną.

## Działania polityczne i dyplomatyczne we wrześniu 1944

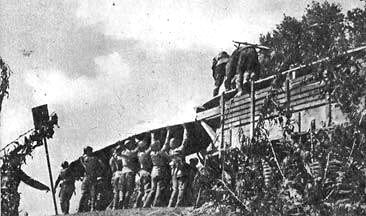
Żołnierze 1. Armii Wojska Polskiego przygotowujący się do desantu przez Wisłę

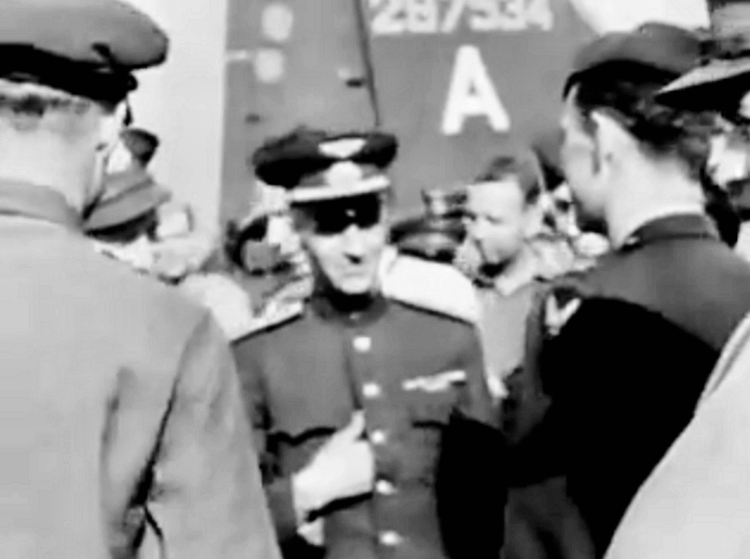
Spotkanie przedstawicieli Armii Czerwonej i USAAF na lotnisku w Połtawie

1 września 1944 generał Sosnkowski wydał rozkaz nr 19, skierowany do żołnierzy Armii Krajowej. Naczelny Wódz przypomniał w nim polskie zasługi dla alianckiej sprawy oraz niedwuznacznie oskarżył Sprzymierzonych o niewdzięczność i niechęć do udzielenia Warszawie skutecznej pomocy. Sosnkowski pisał m.in.: „Lud Warszawy pozostawiony sam sobie i opuszczony na froncie wspólnego boju z Niemcami – oto tragiczna i potworna zagadka, której my Polacy, odcyfrować nie umiemy na tle technicznej potęgi Sprzymierzonych u schyłku piątego roku wojny”. Brytyjska opinia publiczna, która w większości wypadków mogła się zapoznać z treścią tego rozkazu jedynie na podstawie prasowych streszczeń lub wyrwanych z kontekstu fragmentów, zareagowała z oburzeniem. Dwa tygodnie później władze brytyjskie zażądały odwołania generała, utrzymując, iż obraził on Wielką Brytanię. Rząd RP uległ tym naciskom i 30 września 1944 Sosnkowski został zdymisjonowany. Na jego miejsce władze polskie demonstracyjnie mianowały walczącego w Warszawie generała Tadeusza „Bora” Komorowskiego.
W międzyczasie Stalin złagodził jednak swoje nieustępliwe dotąd stanowisko wobec powstania. Na początku września I Front Białoruski wznowił działania zaczepne w rejonie Warszawy. 14 września, po kilkudniowych walkach, oddziały Armii Czerwonej i 1. Armii Wojska Polskiego wyzwoliły prawobrzeżną Pragę. 14 września radzieckie lotnictwo rozpoczęło zrzuty broni, amunicji i żywności dla powstańców. Marszałek Rokossowski przystąpił do opracowywania planów opanowania lewobrzeżnej części Warszawy. Ponadto 10 września Moskwa wyraziła zgodę na korzystanie przez alianckie samoloty z radzieckich baz lotniczych na prawym brzegu Wisły. Przyczyny, dla których ZSRR zdecydował się na te ustępstwa, nie zostały dotąd jednoznacznie wyjaśnione. Zdaniem Nikołaja Iwanowa mógł to być „gest dobrej woli” pod adresem mocarstw zachodnich, a zarazem efekt chwilowych rozterek Stalina, który miał wahać się, czy pozwolić Niemcom stłumić powstanie, czy też może w ostatniej chwili wkroczyć do akcji, aby zaprezentować się Polakom i zachodniej opinii publicznej jako ten, który ocalił Warszawę. Z kolei Władysław Pobóg-Malinowski uważał, że działania Stalina były spowodowane doniesieniami sowieckiego wywiadu o podjęciu przez dowództwo AK rozmów kapitulacyjnych z Niemcami. Wznawiając działania zaczepne radziecki dyktator chciał wzbudzić w Warszawie nadzieję na rychłą pomoc i w ten sposób przedłużyć powstanie – umożliwiając Niemcom doszczętne zniszczenie polskich sił niepodległościowych.
Ostatecznie powstańcy warszawscy nie otrzymali jednak większej pomocy ze strony ZSRR. Radzieckie dowództwo zgodziło się jedynie na przeprowadzenie ograniczonej akcji desantowej przez Wisłę, w której udział wzięli niedoświadczeni żołnierze z polskich 2. i 3. Dywizji Piechoty – pozbawieni odpowiedniej ilości środków przeprawowych oraz wsparcia ze strony lotnictwa i artylerii. Ze względu na szczupłość zaangażowanych sił owa akcja miała prawdopodobnie charakter wyłącznie propagandowy i z góry zakładano jej niepowodzenie. W rezultacie niewielkie przyczółki wywalczone przez polskich żołnierzy na Czerniakowie, Powiślu i Żoliborzu zostały szybko zlikwidowane przez Niemców. W walkach o Pragę, a zwłaszcza podczas prób forsowania Wisły, poległo lub odniosło rany blisko 5,5 tys. żołnierzy Armii Berlinga. Nawet te ograniczone działania podjęte przez I Front Białoruski nie były koordynowane z dowództwem AK. 17 września generał „Bór” wysłał via Londyn depeszę do Rokossowskiego, proponując nawiązanie bezpośredniej łączności telefonicznej. Propozycja pozostała bez odpowiedzi. Z kolei zgoda Moskwy na lądowanie alianckich samolotów na radzieckich lotniskach przyszła zbyt późno. Dopiero 18 września 8. Armia Powietrzna USA mogła zorganizować wielką wyprawę nad Warszawę, w trakcie której 107 amerykańskich „Latających Fortec” zrzuciło nad Warszawą blisko 1250 zasobników z zaopatrzeniem. Wobec krytycznej sytuacji powstania wyprawa nie mogła jednak w sposób istotny wspomóc polskich obrońców – tym bardziej, że tylko 288 zasobników spadło na teren kontrolowany przez powstańców.
Do ostatnich dni powstania mocarstwa anglosaskie wraz z Rządem RP na uchodźstwie próbowały skłonić Stalina do przyjścia z odsieczą Warszawie. W dniach 15-18 września Aleksander Mniszek, urzędnik polskiego MSZ, złożył trzy wizyty w ambasadzie ZSRR w Londynie, pragnąc przekazać przedstawicielom rządu radzieckiego kilka dokumentów – m.in. depeszę „Bora” ws. nawiązania bezpośredniej łączności ze sztabem Rokossowskiego oraz apel Rady Jedności Narodowej do przywódców „wielkiej trójki”. Za pierwszym razem pracownik ambasady odebrał dokumenty bez komentarza. Podczas drugiej wizyty portier kategorycznie odmówił przyjęcia jakiejkolwiek korespondencji. Za trzecim razem Mniszek spotkał się z sekretarzem ambasady, który także odmówił przyjęcia dokumentów, wskazując, że ZSRR i Rząd RP na uchodźstwie nie utrzymują stosunków dyplomatycznych. 23 września ambasadorzy Wielkiej. Brytanii i USA w Moskwie udali się do Stalina, aby zaapelować o udzielenie przez Armię Czerwoną pomocy powstaniu. W odpowiedzi usłyszeli jednak: „Nikt nie może odnaleźć tego generała „Bora”. Nie wiemy, gdzie on jest. Widocznie wyjechał z Warszawy”. Było to kłamstwem, z czego Stalin doskonale zdawał sobie sprawę, gdyż od dwóch dni w warszawskim Śródmieściu przebywał radziecki oficer łącznikowy, kapitan Iwan Kołos, wraz ze swoim radiooperatorem. Do tego czasu zdążył się on spotkać z dowództwem warszawskiej AL, kierownictwem tzw. Połączonych Sił Zbrojnych AL, PAL i KB, a także rozmawiał dwukrotnie z członkami KG AK. O wszystkich tych spotkaniach Moskwa była informowana drogą radiową.
26 września Churchill wygłosił na forum Izby Gmin oświadczenie w sprawie powstania warszawskiego, w którym złożył hołd „bohaterstwu i wytrwałości polskiej Armii Krajowej” oraz zapewnił, że uczyniono wszystko, aby przyjść powstańcom z pomocą. Następnego dnia w brytyjskim parlamencie odbyła się poświęcona tej kwestii debata, w trakcie której minister Eden odpowiadał na pytania deputowanych. W swych wystąpieniach starał się unikać jakiejkolwiek krytyki pod adresem ZSRR, a także ukrył fakt, iż żaden brytyjski oficer łącznikowy nie był obecny w Polsce w czasie powstania.
30 września przewodniczący PKWN Edward Osóbka-Morawski wraz generałem Rolą-Żymierskim, Hilarym Mincem oraz Stefanem Jędrychowskim uczestniczyli w konferencji prasowej, zorganizowanej w Moskwie dla korespondentów prasy zagranicznej. W jej trakcie oświadczyli oni fałszywie, że od 13 sierpnia Armia Czerwona udzielała powstańcom wsparcia materiałowego oraz oskarżyli dowództwo AK o celowe unikanie kontaktu ze sztabem Rokossowskiego. Jednocześnie Osóbka-Morawski oświadczył, że generał „Bór” jest „zbrodniarzem wojennym”, którego PKWN postawiłoby przed sądem, gdyby wpadł w jego ręce.
Tymczasem 28 września KG AK skierowała kolejną depeszę do Rokossowskiego, w której ostrzegano, że powstańcy są w stanie wytrwać jeszcze 72 godziny, po czym kapitulacja stanie się nieuchronna. 30 września Mikołajczyk wystosował także ostatni apel do Stalina o udzielenie pomocy Warszawie. Wszystkie wezwania pozostały jednak bez odpowiedzi. W nocy z 2 na 3 października przedstawiciele KG AK podpisali w Ożarowie Mazowieckim akt kapitulacji powstania.

## Epilog

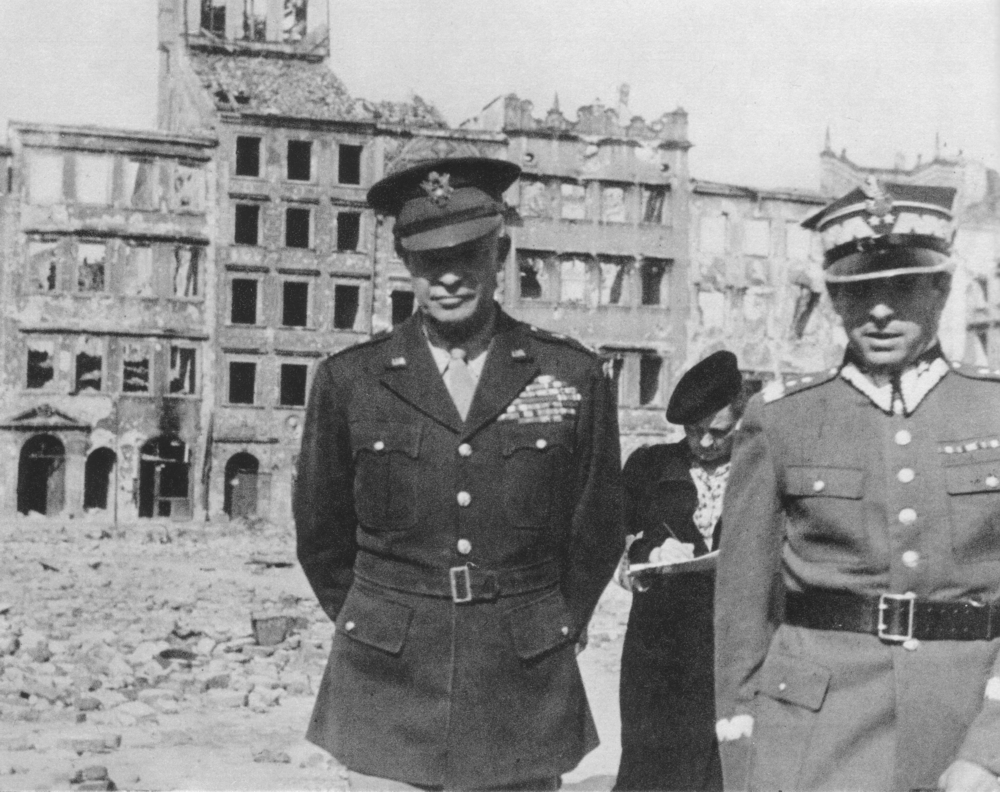
Generał Dwight Eisenhower z wizytą w zburzonej Warszawie, wrzesień 1945

2 października Churchill przyjął osobiście premiera Mikołajczyka, który poinformował go o zbliżającej się kapitulacji powstania, a także przekazał ostatni apel Krajowej Rady Ministrów i Rady Jedności Narodowej. Znalazły się w nim słowa: „Tak wygląda prawda. Potraktowano nas gorzej niż sprzymierzeńców Hitlera: Italię, Rumunię, Finlandię (...) Niech Bóg sprawiedliwy oceni straszliwą krzywdę, jaka Naród Polski spotyka, i niech wymierzy słuszną karę na jej sprawców”. W swoich wspomnieniach Churchill zapisał później, iż „tych słów nic nie zatrze”.
5 października Churchill wygłosił na forum parlamentu krótkie oświadczenie poświęcone powstaniu. Oświadczył wówczas, że „walka o Warszawę przyniosła temu szlachetnemu miastu okropne zniszczenia, a jego bohaterskiej ludności cierpienia i niedostatki w wymiarze nieporównywalnym nawet z nieszczęściami tej wojny” oraz zadeklarował, że epopeja polskiej stolicy nie zostanie zapomniana. W rzeczywistości brytyjska prasa i czynniki oficjalne z niechęcią komentowały sprawę powstania, obawiając się urazić radzieckiego sojusznika. Podobnie postępowali Amerykanie. W późniejszych latach zachodni historycy poświęcali powstaniu niewiele uwagi.
Powstanie warszawskie upadło nie uzyskawszy istotnej pomocy z zewnątrz. Zdaniem Janusza Zawodnego powstanie – podobnie jak zbrodnia katyńska – było z perspektywy aliantów przeszkodą w dyplomatycznym i wojskowym układzie sił i planów „wielkiej trójki”. Dla Roosevelta i amerykańskiej administracji Polska nie była pełnoprawnym partnerem, lecz uciążliwym sojusznikiem – utrudniającym w dodatku priorytetową współpracę z ZSRR. Z kolei premier Churchill wydawał się być szczerze przejęty tragedią Warszawy i starał się udzielić powstaniu możliwie największą pomoc, jednak jako najsłabszy członek „wielkiej trójki” nie miał ku temu większych możliwości. Nawet on nie był zresztą gotów na zerwanie współpracy z ZSRR z powodu Polski. Powstanie miało jednak istotny wpływ na sytuację polityczno-militarną w Europie. Zdaniem Wojciecha Roszkowskiego i Nikołaja Iwanowa wstrzymanie sowieckiej ofensywy na kierunku warszawskim opóźniło o kilka miesięcy zakończenie wojny, prawdopodobnie zapobiegając przy tym opanowaniu całości lub większości terytorium III Rzeszy przez Armię Czerwoną. Ponadto cynizm i bezwzględność okazane przez Stalina uzmysłowiły wielu zachodnim politykom i dyplomatom niebezpieczeństwa związane z ekspansywną polityką Moskwy. Z tego względu spory wokół kwestii pomocy dla powstania, które rozgorzały wewnątrz „wielkiej trójki”, niektórzy historycy są skłonni uznawać za prawdziwy początek „zimnej wojny”. Z tą ostatnią opinią polemizował jednak m.in. Jan Ciechanowski, który wskazywał, że mimo powstania warszawskiego i zagłady polskiej stolicy, współpraca polityczna i militarna w „Wielkiej Trójce” układała się pomyślnie, a w drugiej połowie 1944 roku sięgnęła swego szczytu. Rozpad koalicji antyhitlerowskiej nastąpił dopiero po zakończeniu II wojny światowej, gdy nadrzędny cel w postaci pokonania Niemiec i Japonii został osiągnięty.